# 霧島市立宮内小学校
霧島市立宮内小学校（きりしましりつ みやうちしょうがっこう）は、鹿児島県霧島市隼人町神宮三丁目にある市立の小学校。

## 概要
霧島市隼人町の中部に位置する小学校である。鹿児島県を代表する唱歌茶わんむしのうたの発祥の地である。

### 有名な行事
初午祭(鹿児島神宮)と呼ばれる祭りの日に、6年生が自ら接客や配膳を行い、うどんを売るうどんバザーと呼ばれる行事がある。
小学生が配膳や接客までして物を売る行事は全国的にみても珍しいものである。

## 沿革
- 1869年（明治2年） - 八幡大菩薩附属弥勒院内に明道館が設立
- 1871年（明治4年） - 宮内小学校に改称。
- 不明 - 隼人町立宮内小学校と改称。
- 2005年（平成17年） - 国分市と隼人町など姶良郡6町の新設合併に伴い、霧島市立宮内小学校と改称。

## 著名な関係者
出身者
- 有田沙織（バレーボール選手、上尾メディックス）

教員
- 石黒ヒデ（元教員、在職中に鹿児島県民謡茶わんむしのうたを作詞・作曲した。）